# Wakarusa (Kansas)
Wakarusa es un lugar designado por el censo ubicado en el condado de Shawnee  en el estado estadounidense de Kansas. En el año 2010 tenía una población de 260 habitantes.

## Geografía
Wakarusa se encuentra ubicado en las coordenadas 38°53′4.63″N 95°41′45.84″O / 38.8846194, -95.6960667 (38.884619° -95.696068°).